# Patelloceto
Patelloceto es un género de arañas araneomorfas de la familia Corinnidae. Se encuentra en África subsahariana.

## Lista de especies
Según The World Spider Catalog 12.0:
- Patelloceto denticulata Lyle & Haddad, 2010
- Patelloceto media Lyle & Haddad, 2010
- Patelloceto secutor Lyle & Haddad, 2010